# فريدي جونسون
فريدي جونسون (بالإنجليزية: Freddie Johnson)‏ (1 يناير 1877 في المملكة المتحدة - ) هو لاعب كرة قدم بريطاني (وحمل سابقاً جنسية المملكة المتحدة لبريطانيا العظمى وأيرلندا) في مركز الهجوم. لعب مع ستوك سيتي.